# Союз ТМ-13
Союз ТМ-13 е пилотиран космически кораб от серията „Союз ТМ“ към станцията „Мир“ и 89-и полет по програма „Союз“.

## Екипаж

### При старта

#### Основен
- Александър Волков(3) – командир
- Токтар Абукиров(1) – космонавт-изследовател
- Франц Фибок(1) – космонавт-изследовател

#### Дублиращ
- Александър Викторенко – командир
- Талгат Мусабаев – космонавт-изследовател
- Клеменс Лоталер – космонавт-изследовател

### При кацането
- Александър Волков – командир
- Сергей Крикальов – бординженер
- Клаус-Дитрих Фладе – космонавт-изследовател

## Параметри на мисията
- Маса: 7150 кг
- Перигей: 195 км
- Апогей: 232 км
- Наклон на орбитата: 51,6°
- Период: 92,4 мин

## Описание на полета
Основната задача на полета е частична замяна на основния екипаж на станцията „Мир“ (А. Волков заменя А. Арцебарски), а Сергей Крикальов остава част от десетата основна експедиция. Това е първата експедиция, която няма на бординженер, а двама космонавти-изследователи. За полета на Франц Фибок (първият австриец в космоса) са платени 7 млн. долара, а полета на Т. Абукиров е част от споарзумението за продължаване използването на космодрума Байконур от Русия, предвид вече започналото разпадане на СССР.
По време на полета е изпълнена голяма австрийска изследователска програма, оборудването за която е пренесено на „Мир“ по-рано с товарните кораби Прогрес. Програмата се състояла от медицински наблюдения на кръвното налягане, кръвообращението и разпределението на кръвта в условията на безтегловност с помощта на специално изработено сензорно „яке“. Проведени са и експерименти за изследване ориентацията по звук и изследвания за състава на кръвта и функцията на белите дробове. Други експерименти се извършват за наблюдение на Земята с помощта на специална многоспектрална камера за изучаване отражателните свойства на различните площи, провеждат видеорепортажи и радиолюбителски контакти с училища в Австрия и СССР. Някои от експериментите продължават да се извършват и от основния екипаж на станцията след приключване на полета на Фибок. Освен тях основната експедиция прави изследвания в областта на материалознанието, биологията и астрономията (изследване на рентгеновите излъчвания на звездите).
По време на полета е направено едно излизане в открития космос, посрещнати са два транспортни товарни кораба (Прогрес М-10 и -М-11). Корабът „Прогрес М-10“ е оборудван със спускаем модул, чрез който на Земята са върнати около 350 кг резултати от експерименти.

### Космически разходки
| № | Участници                          | Начало                     | Край                       | Продължителност    |
| - | ---------------------------------- | -------------------------- | -------------------------- | ------------------ |
| 1 | Сергей Крикальов Александър Волков | 20 февруари 1992 20:09 UTC | 21 февруари 1992 00:21 UTC | 4 часа и 12 минути |

На 19 март 1992 г. със станцията „Мир“ се скачва Союз ТМ-14, на борда на който се намира единадесета основна експедиция и Клаус-Дитрих Фладе, който става вторият германец, посетил космическа станция. Първият е Зигмунд Йен от ГДР, който посещава Салют-6 през 1978 г.
Сергей Крикальов по план е трябвало да се върне на Земята през октомври 1991 г., но за намаляване на разходите, и с негово съгласие, е оставен в космоса за около 6 месеца по-дълго. Т. Абукиров лети на мястото на бординженера, който е трябвало да го смени (Александър Калери).
На борда на „Союз ТМ-13“ се приземява екипажът на десета основна експедиция А. Волков и С. Крикальов и германския космонавт К. Д. Фладе.